# Klaus Hofbauer
Klaus Hofbauer (* 26. Juli 1947 in Kothmaißling; † 20. Februar 2021 in Regensburg) war ein deutscher Politiker (CSU) und Bundestagsabgeordneter.

## Leben und Beruf
Nach der Mittleren Reife absolvierte Hofbauer eine Ausbildung für den gehobenen Verwaltungsdienst beim Landratsamt Cham. Hier war er zunächst im Sachgebiet Öffentliche Sicherheit und Ordnung tätig und wurde 1982 schließlich Wirtschafts- und Verkehrsreferent des Landkreises Cham.
Klaus Hofbauer war verwitwet und hatte zwei Töchter.

## Partei
Hofbauer engagierte sich zunächst in der Jungen Union (JU) und war von 1971 bis 1980 Vorsitzender des JU-Kreisverbandes Cham und stellvertretender Vorsitzender des JU-Bezirksverbandes Oberpfalz.
Hofbauer gehörte den Vorständen des CSU-Kreisverbandes Cham und des CSU-Bezirksverbandes Oberpfalz an und war außerdem stellvertretender Vorsitzender des Arbeitskreises Umweltpolitik und Landesplanung der CSU.

## Abgeordneter
Von 1972 bis 1978 gehörte Hofbauer dem Gemeinderat von Windischbergerdorf an. Ab 1978 war er Mitglied des Stadtrates von Cham und seit 1998 auch des Kreistages des Landkreises Cham.
Von 1998 bis 2009 war Hofbauer Mitglied des Deutschen Bundestages. Hier war er Vorsitzender des Arbeitskreises VI der CSU-Landesgruppe für Verkehr, Bau- und Stadtentwicklung, Umwelt, Naturschutz, Landwirtschaft und Verbraucherschutz sowie stellvertretender Vorsitzender der Arbeitsgemeinschaft Kommunalpolitik der CDU/CSU-Bundestagsfraktion. Hofbauer war außerdem stellvertretender Vorsitzender der Deutsch-Tschechischen Parlamentariergruppe.
Klaus Hofbauer war stets als direkt gewählter Abgeordneter des Wahlkreises Schwandorf in den Bundestag eingezogen. Bei der Bundestagswahl 2005 erreichte er hier 58,1 % der Erststimmen.

## Öffentliche Ämter
Hofbauer war von 1972 bis 1978 Zweiter Bürgermeister der Gemeinde Windischbergerdorf und von 1987 bis 2002 stellvertretender Bürgermeister von Cham.

## Einzelbelege
1. ↑  idowa, Straubing Germany: Trauer um Politiker aus Cham: Klaus Hofbauer ist mit 73 Jahren gestorben - idowa. Abgerufen am 21. Februar 2021.

| Personendaten    | Personendaten                  |
| ---------------- | ------------------------------ |
| NAME             | Hofbauer, Klaus                |
| KURZBESCHREIBUNG | deutscher Politiker (CSU), MdB |
| GEBURTSDATUM     | 26. Juli 1947                  |
| GEBURTSORT       | Kothmaißling                   |
| STERBEDATUM      | 20. Februar 2021               |
| STERBEORT        | Regensburg                     |